# Amt Freckenhorst
Das Amt Freckenhorst war bis 1969 ein Amt im damaligen Kreis Warendorf in Nordrhein-Westfalen. Der Sitz des Amtes befand sich in der Stadt Freckenhorst.

## Geschichte
Im Rahmen der Einführung der Landgemeinde-Ordnung für die Provinz Westfalen wurde 1843 im Kreis Warendorf in der preußischen Provinz Westfalen das Amt Freckenhorst gebildet. Es bestand aus der Stadt Freckenhorst sowie den beiden Gemeinden Kirchspiel Freckenhorst und Neuwarendorf.
1938 wurde auch die Gemeinde Hoetmar, die vorher ein eigenes Amt gebildet hatte, ins Amt Freckenhorst eingegliedert. Am 1. Oktober 1945 schied die Gemeinde Neuwarendorf aus dem Amt Freckenhorst aus und wurde in die Stadt Warendorf eingemeindet.
Zum 1. Januar 1969 wurde die Gemeinde Kirchspiel Freckenhorst in die Stadt Freckenhorst eingemeindet. Das nun nur noch aus der Stadt Freckenhorst und der Gemeinde Hoetmar bestehende Amt wurde durch das Gesetz zur Neugliederung von Gemeinden des Landkreises Warendorf zum 1. Juli 1969 aufgelöst. Gleichzeitig wurde Hoetmar in die Stadt Freckenhorst eingemeindet. Freckenhorst wiederum wurde 1975 in die Stadt Warendorf eingemeindet.

## Einwohnerentwicklung
| Jahr            | Einwohner |
| --------------- | --------- |
| 1858            | 2.834     |
| 1885            | 2.641     |
| 1910            | 3.036     |
| 1939            | 4.773     |
| 1950            | 6.193     |
| 1969 (30. Jun.) | 7.821     |